# Diocèse anglican de Toronto
Le diocèse anglican de Toronto est une circonscription territoriale de l'Église anglicane du Canada, qui couvre géographiquement la partie centrale de l'Ontario du Sud. Il est le plus important diocèse anglican du Canada et l'un des plus importants d'Amérique du Nord en nombre de paroissiens, membres du clergé et paroisses. Le diocèse comprend 257 paroisses et 80 000 anglicans y sont recensés. Le diocèse a été fondé en 1839, et est le plus ancien des sept diocèses du Canada. Son premier évêque fut la révérend John Strachan. L'actuel archevêque de Toronto (et des régions métropolitaines de la province ecclésiastique de l'Ontario) est le Très Révérend Colin Johnson, assisté de quatre évêques suffragants.

## Établissements scolaires et universitaires
- Université de Trinity College
- Wycliffe College
- Bishop Strachan School